# MS Noordam
Pour l’article homonyme, voir Noordam.
 (janvier 2009).
Le MS Noordam est un navire de croisière construit en 2006 ; il appartient à la société Holland America Line.
Ce navire fait partie de la classe Vista des navires de croisière de la compagnie Holland America Line.
Il a été baptisé le 22 février 2006 par l'actrice Marlee Matlin, il s'agit du sister-ship du MS Oosterdam, du MS Westerdam, du MS Zuiderdam et du MS Arcadia de la compagnie P & O Cruises.

## Ponts
Le Noordam dispose de 11 ponts :
- Pont 1 : Main
- Pont 2 : Lower Promenade
- Pont 3 : Promenade
- Pont 4 : Upper promenade
- Pont 5 : Verandah
- Pont 6 : Upper Verandah
- Pont 7 : Rotterdam
- Pont 8 : Navigation
- Pont 9 : Lido
- Pont 10 : Observation
- Pont 11 : Sport